# Santa Fe de Concas
L'abadia de Santa Fe és una església abadal romànica situada al municipi de Concas (al departament d'Avairon, Migdia-Pirineus). És considerada una obra mestra del romànic occità, especialment pel timpà que té sobre la porta principal. Conté un tresor amb peces d'orfebreria úniques, de l'època carolíngia. Està catalogada com a monument històric.
Formava part de la ruta de pelegrinatge del camí de Sant Jaume i com a tal està lligada a altres quatre edificis religiosos que formen part del camí i que comparteixen trets arquitectònics comuns. Els altres quatre són Sant Martí de Tours, Sant Marcial de Llemotges, la basílica de Sant Serni de Tolosa i la catedral de Santiago de Compostel·la.

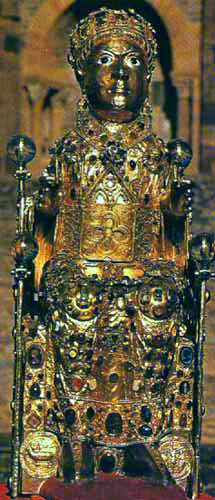
Majestat de santa Fe

## Història
L'abadia és dedicada a Santa Fe d'Agen, una jove màrtir d'Agen (Olt i Garona) que es data a començament del segle iv. El cos de la santa, molt venerat en aquella ciutat, fou robat pels monjos de Concas el 866. De fet, hom té constància de la veneració en aquest lloc de les relíquies de Santa Fe des del 884.
Aquest lloc probablement ja va ser habitat en època merovíngia, però la primera notícia que hom té ens parla de l'eremita Datus (Deodat) a qui s'hi va afegir Medraldus, el 819. Més endavant Datus va retirar-se en un lloc proper i solitari mentre deixava Medraldus al cap de l'incipient monestir, que havia adoptat la regla benedictina.
Ràpidament va guanyar-se el favor de la reialesa, especialment de Lluís I el Pietós i Pipí II d'Aquitània. Amb l'arribada de les relíquies de Santa Fe el lloc va adquirir molta anomenada i devoció dels fidels, el que es va traduir en una època de vitalitat religiosa i econòmica. En aquesta època hom situa una sèrie de miracles amb la participació de la santa, que va fer de Concas el centre d'un conglomerat d'esglésies i possessions a la mateixa regió i encara en llocs allunyats.
Entre els segles xi i xii, i especialment sota l'abadiat de Begó III (1087-1107), es coneix la màxima esplendor de l'abadia, amb la construcció de l'església, el claustre i altres dependències monàstiques.
Això precedeix la decadència causada, entre d'altres, per la Pesta Negra de 1348 i la Guerra dels Cent Anys. Comença un període de relaxació dels costums. El 1537 hi intervé el papa Pau III, que dissol la comunitat benedictina, i que obre el pas a una col·legiata canonical.
Passa per períodes de saqueig, al mateix segle xvi i més endavant amb la Revolució. El lloc queda molt tocat i sense mitjans econòmics per redreçar-lo. L'escriptor Prosper Mérimée, llavors inspector dels Monuments Històrics, va poder evitar la ruïna del monument. A final del segle xix Concas és ocupat per premostratencs i restaurat.

## Església
L'actual església es va començar a bastir en l'abadiat d'Odolric (1031-1065) sobre una edificació anterior, fou continuada pels seus successors Esteve II (1065-1087) i especialment Begó III (1087-1108). Es tracta d'un important edifici de tres naus amb creuer. Les naus laterals estan comunicades per darrere el presbiteri formant un deambulatori, amb tres capelles absidals. El creuer, de grans dimensions, també té tres naus, de factura similar al cos central de l'edifici.
La nau central és coberta per una volta de mig punt i les laterals, més baixes, disposen d'una àmplia tribuna amb finestrals que s'obren sobre la nau central. La mateixa estructura es repeteix al creuer.
El llanternó romànic original va caure en època indeterminada, segurament per les seves deficiències constructives, es va refer entre el 1460 i 1490 amb tècniques gòtiques. Més endavant i arran d'un incendi calgué reforçar els pilars interiors.
Interiorment s'hi poden veure elements escultòrics, capitells, etc., a més d'un interessant grup de l'Anunciació. El presbiteri guarda una reixa de l'època.
La façana, massissa, està flanquejada per les dues torres dels campanars, amb contraforts poc evidents. La porta principal és decorada amb un magnífic timpà.

## Timpà
És una de les obres cabdals de l'escultura romànica, de grans dimensions (6,70 m x 3,60 m). Una obra anònima (Mestre del Timpà) executada sota l'abadiat de Bonifaci (1107-1125) i dedicada al Judici Final. La peça és dividida horitzontalment en tres espais, al centre hi ha un Crist en Majestat, a la seva dreta un grup on es veu la Mare de Déu, sant Pere, l'abat Begó i un rei, entre altres personatges. A l'esquerra un grup de condemnats. El registre inferior és centrat per escenes del pesatge de les ànimes amb les entrades al Paradís i a l'Infern, representats als seus costats.

## Altres elements
Es conserva una de les ales del claustre amb una galeria de columnes dobles amb capitells. Adossat a l'església, a la zona del claustre, hi ha un arcosoli amb l'enterrament de l'abat Begó III.
Entre 1987 i 1994 l'artista Pierre Soulages va realitzar els vitralls de l'església, reflectint la sobrietat cromàtica i l'austeritat formal que caracteritza l'obra d'aquest artista

## Tresor
L'abadia de Concas guarda un preuat tresor d'orfebreria medieval, entre les seves peces poden destacar-se:
- Majestat de santa Fe: Creada per a conservar el crani de la santa. Existia una imatge anterior, que arran de la devoció despertada per un dels seus miracles, l'any 985, fou refeta profundament. La peça que ara es pot veure tenia ja aquest aspecte al segle xi. Es tracta d'una imatge de fusta de la santa asseguda en un tron. És completament daurada i té incrustacions de pedres diverses.
- Reliquiari de Pipí, o de la Circumcisió: D'or, pedres precioses i esmalts. Del segle viii amb moltes modificacions fins al segle xvi. Tradicionalment s'admet que es tracta d'una donació del rei Pipí (el Breu o d'Aquitània), també hom diu que servia per guardar la relíquia del Sant Prepuci.
- Reliquiari pentagonal: Amb elements dels segles vii a XIII. Guarda relíquies de diversos sants.
- Reliquiari hexagonal

Amb elements dels segles VII a xii. També guarda les relíquies de diversos sants.
- Llanterna de Begó: Segona meitat del segle xii. De plata daurada. Guarda relíquies de profetes.
- Reliquiari "A" de Carlemany: De l'època de Begó III, amb elements anteriors i modificacions posteriors. D'or, argent, pedres precioses i esmalts.
- Reliquiari del papa Pascal II: De l'any 1100. Està fet amb argent daurat i representa Crist crucificat entre la Mare de Déu i sant Joan apòstol.
- Altar portàtil de Santa Fe
- Altar portàtil de Begó
- Creu processional, gòtica
- Tríptic reliquiari
- Braç reliquiari de sant Jordi

## Galeria d'imatges

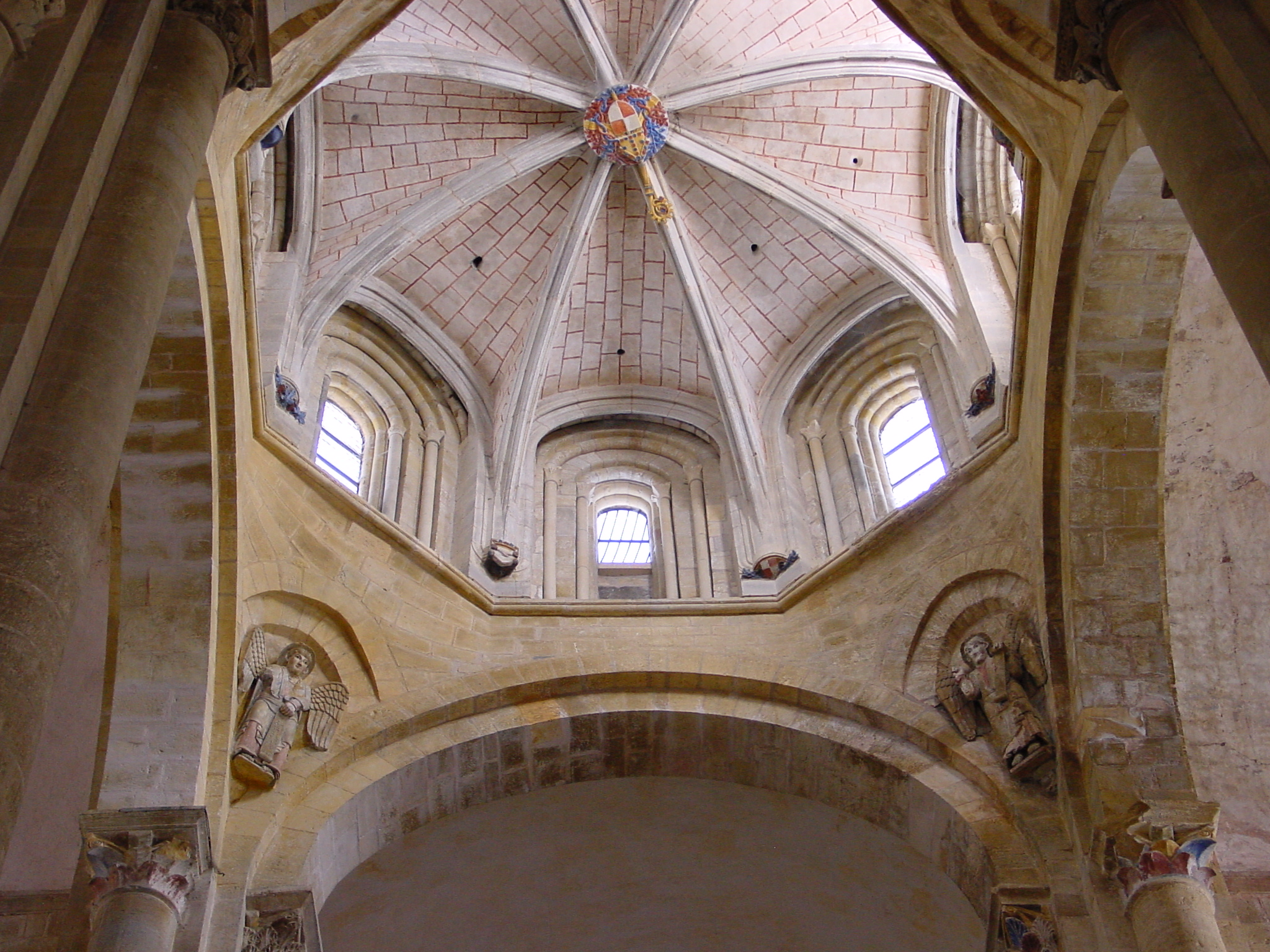
El llanternó gòtic
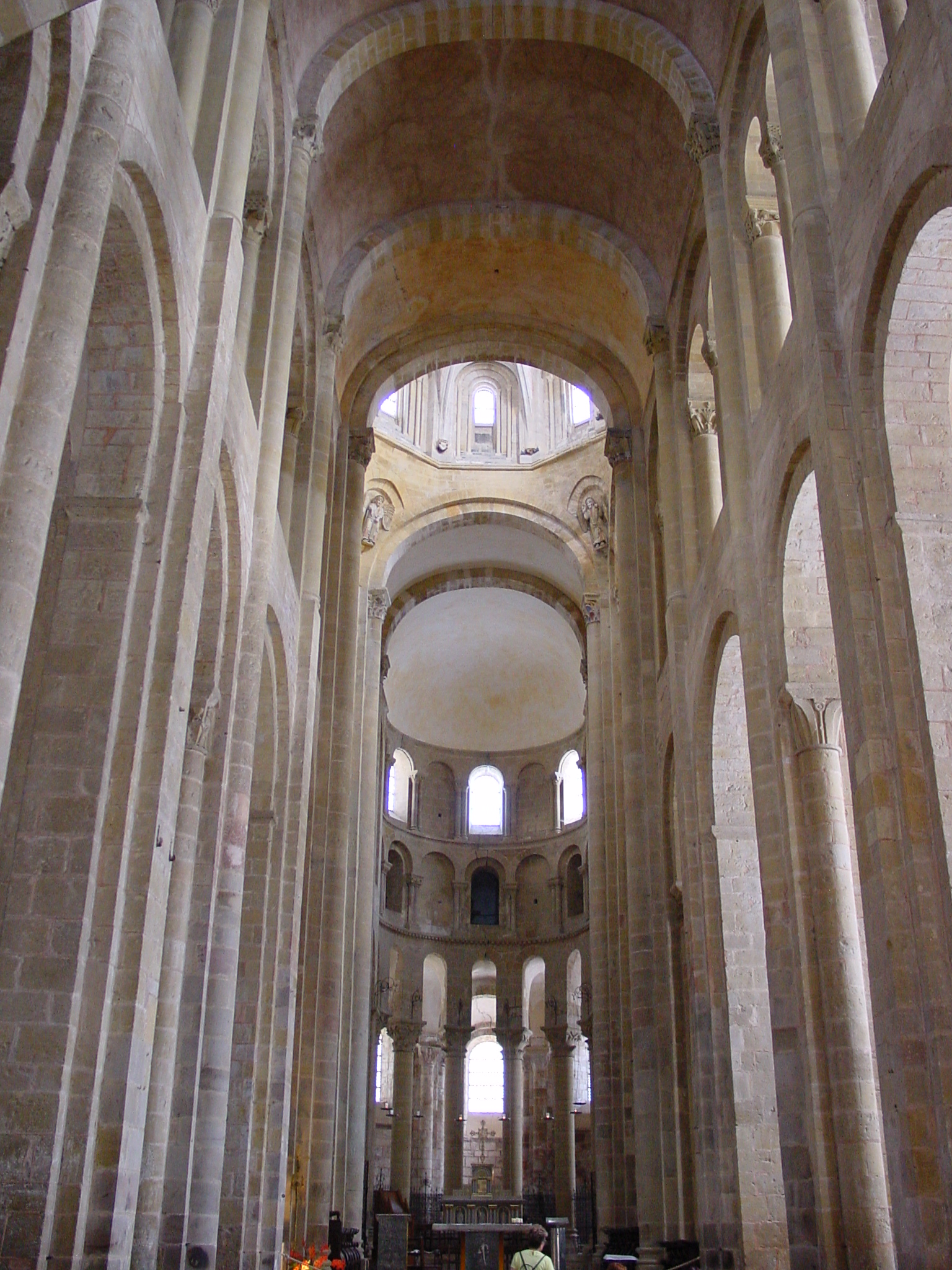
La nau principal
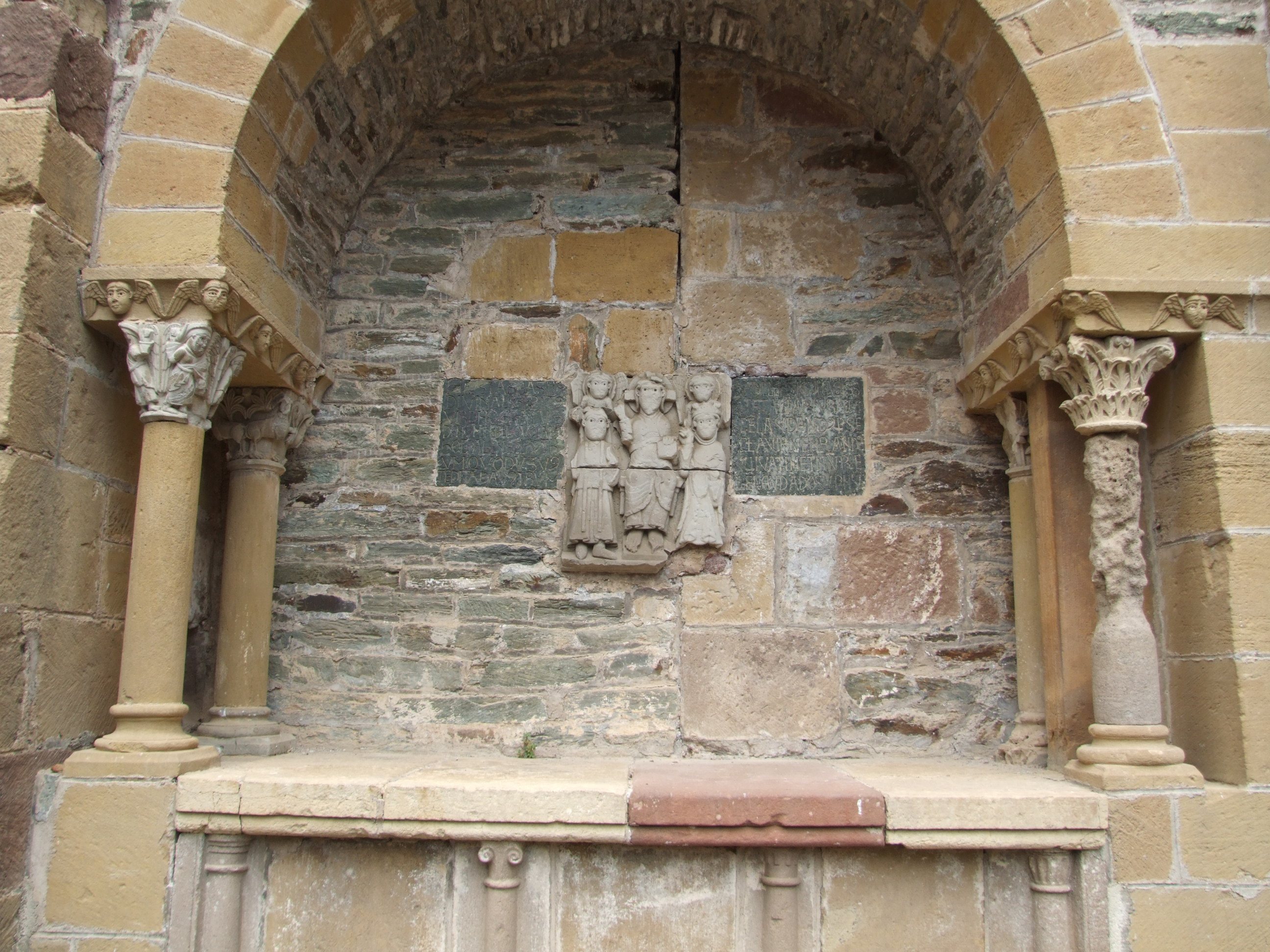
Tomba de l'abat Begó III
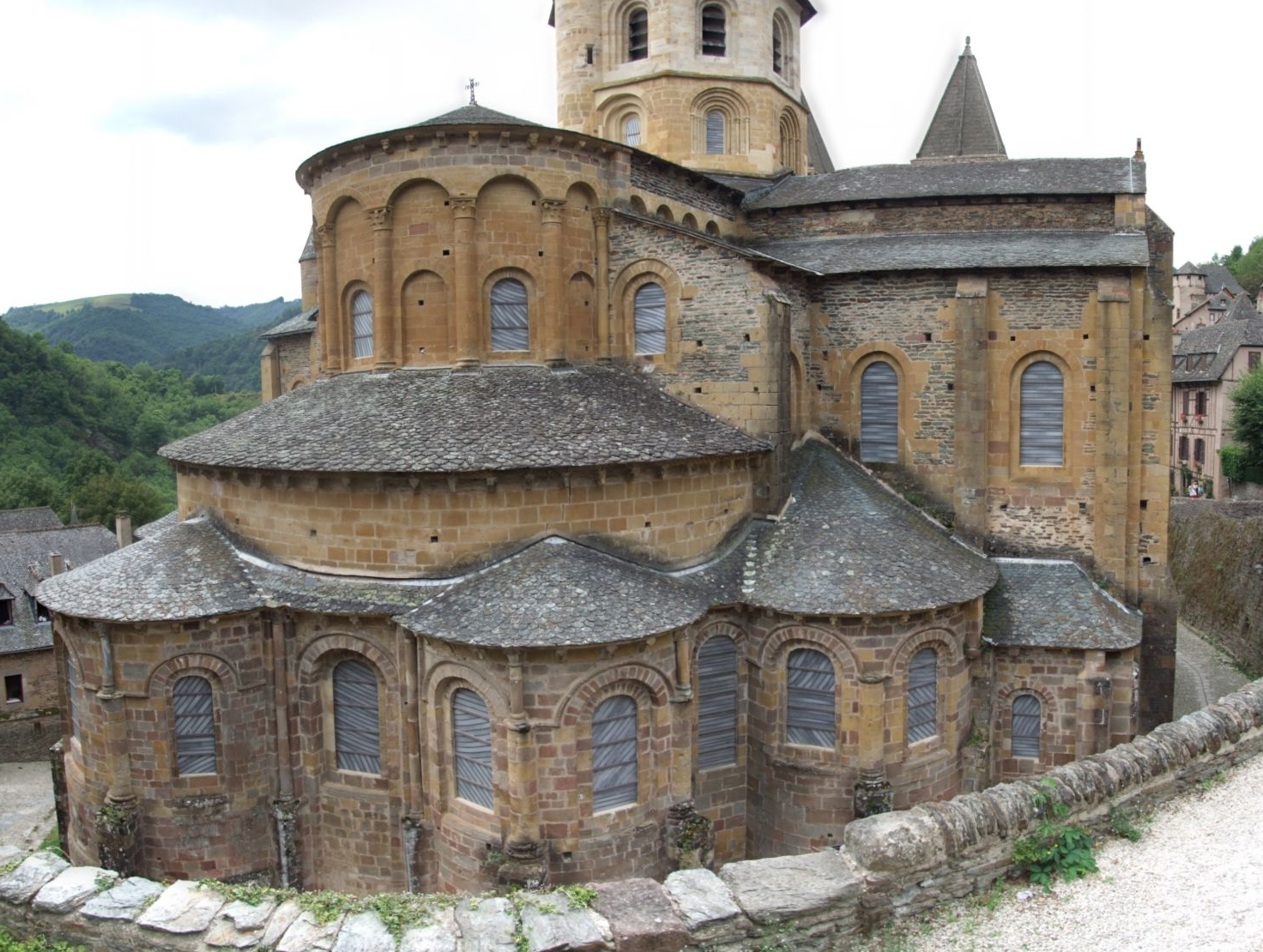
L'església vista pel darrere
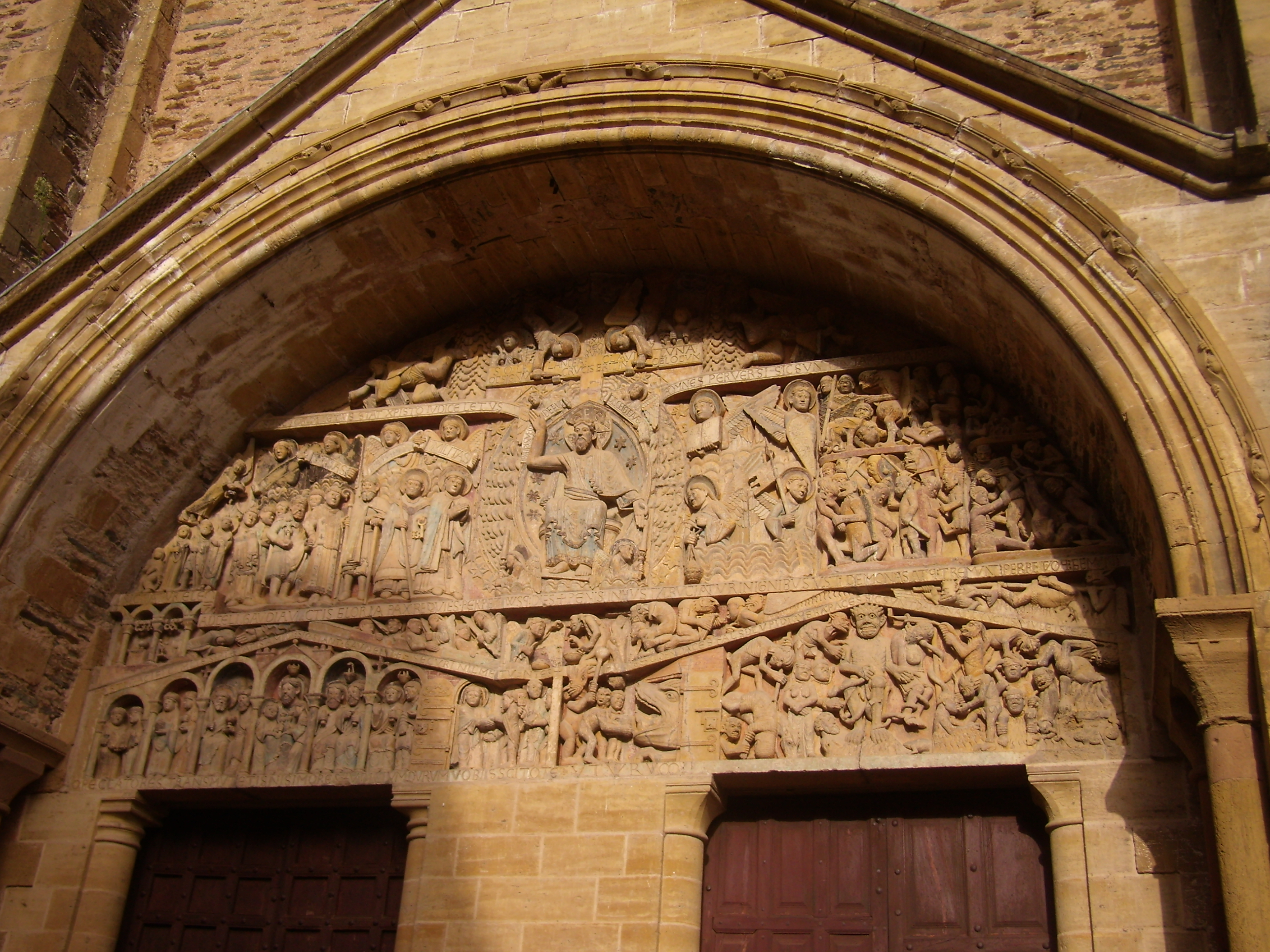
El timpà del Judici Final